# Onthophagus lefebvrei
Onthophagus lefebvrei là một loài bọ cánh cứng trong họ Bọ hung (Scarabaeidae).